# Walter Mixa

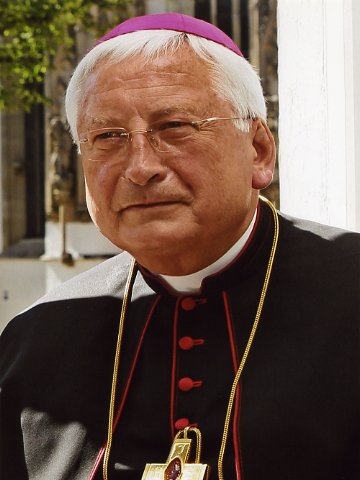
Bischof Walter Mixa (2008)

Walter Johannes Mixa (* 25. April 1941 in Königshütte, Oberschlesien) ist ein emeritierter römisch-katholischer Bischof. Er war von 1996 bis 2005 Bischof von Eichstätt und von 2005 bis 2010 Bischof von Augsburg. Von 2000 bis 2010 war er auch der katholische Militärbischof in Deutschland. 2010 trat er wegen Misshandlungsvorwürfen von beiden Ämtern zurück.

## Leben
Nach der Vertreibung aus Oberschlesien im Jahr 1945 siedelte sich Mixas Familie in Heidenheim an der Brenz an. Mixa besuchte zunächst das naturwissenschaftliche Gymnasium in Heidenheim (dort im Bund Neudeutschland aktiv), später die Spätberufenenschule St. Josef der Oblaten des Hl. Franz von Sales Fockenfeld. 1964 machte er hier sein Abitur. Mixa studierte von 1964 bis 1970 Philosophie und katholische Theologie in Dillingen und Freiburg (Schweiz) und wurde am 20. Juli 1969 zum Diakon und am 27. Juni 1970 in der Studienkirche zu Dillingen durch Josef Stimpfle zum Priester geweiht. Anschließend war er Wissenschaftlicher Assistent bei Hermann Lais am Lehrstuhl für Dogmatik an der neu errichteten Katholisch-Theologischen Fakultät der Universität Augsburg und wurde mit der Dissertation „Das Werden der Person durch Glaube, Hoffnung und Liebe nach Martin Deutinger“ zum Doktor der Theologie promoviert. Zugleich war er als Pfarrvikar in Weilach bei Schrobenhausen sowie als Religionslehrer an mehreren Schulen tätig.
1975 wurde Mixa Stadtpfarrer von Schrobenhausen und Regionaldekan der Bistumsregion Altbayern (Dekanate Schrobenhausen, Neuburg/Donau, Pfaffenhofen) sowie ab 1983 zusätzlich Leiter der Fortbildung der Priester in der Diözese Augsburg sowie Mitglied der Prüfungskommission für die Zweite Dienstprüfung der Priester. Mixa war auch in diözesanen Gremien vertreten: als Mitglied des Pastoralrates der Diözese Augsburg (1977, 1993) sowie des Priesterrates (1984, 1987, 1993). Als kirchliche Ehrentitel wurde er 1982 zum Bischöflich Geistlichen Rat und 1984 zum Ehrenkaplan Seiner Heiligkeit ernannt. Kurzzeitig war Mixa auch Dekan von Schrobenhausen. Mixa ist Ehrenmitglied des Rotarier-Clubs Schrobenhausen-Aichach.

### Diözesanbischof von Eichstätt, von Augsburg und Militärbischof

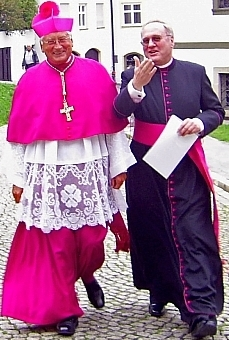
Mixa (links) und Karlheinz Knebel, Generalvikar des Bistums Augsburg (2008)

Kurz nach der Ernennung zum Dekan wurde Mixa am 24. Februar 1996 von Papst Johannes Paul II. zum Bischof von Eichstätt ernannt. Am 23. März empfing er durch seinen Vorgänger, den späteren Erzbischof von Bamberg Karl Braun, im Eichstätter Dom die Bischofsweihe; Mitkonsekratoren waren der Apostolische Nuntius in Deutschland, Erzbischof Giovanni Lajolo, und der Augsburger Bischof Viktor Josef Dammertz OSB. Er war der 80. Nachfolger des Willibald von Eichstätt auf dem Eichstätter Bischofsstuhl, und er selbst weihte dann gemeinsam mit Erzbischof Ludwig Schick auch noch am 2. Dezember 2006 seinen Nachfolger Gregor Maria Hanke.
Im Bereich der Deutschen Bischofskonferenz (DBK) war er Mitglied der Kommission für Seelsorgefragen (III) sowie der Unterkommission für Frauenfragen. Außerdem wurde er Stellvertretender Vorsitzender der Kommission für liturgische Fragen (V) der DBK und Mitglied der Kommission für Ehe und Familie (XI) der DBK.
Als Bischof von Eichstätt war Mixa Magnus Cancellarius der Katholischen Universität Eichstätt-Ingolstadt und Vorsitzender des Stiftungsrates der Stiftung Katholische Universität Eichstätt. 1997 wurde Mixa in die Europäische Akademie der Wissenschaften und Künste aufgenommen. Im selben Jahr erfolgte die Aufnahme in den Ritterorden vom Heiligen Grab zu Jerusalem, dessen Prior der Bayerischen Ordensprovinz er wurde. Bischof Mixa ist Ehrenmitglied der katholischen Studentenverbindungen W.K.St.V. Unitas Frankonia Eichstätt und KAV Capitolina Rom im CV sowie der KÖL Franzisco-Josephina zu Regensburg, deren geistlicher Protektor er seit 2022 ist. 1998 gründete Bischof Mixa als besondere Einrichtung des Bistums Eichstätt das Collegium Orientale zum besseren Kennenlernen der in der katholischen Kirche bestehenden orientalischen Riten und zur Erhöhung der Studentenzahlen an der Universität Eichstätt.
Am 31. August 2000 wurde er von Papst Johannes Paul II. zum katholischen Militärbischof für die Bundeswehr ernannt. Zum XX. Weltjugendtag 2005 organisierte Mixa eine Werkwoche der Militärseelsorge mit mehr als 200 Soldaten der Bundeswehr sowie Gästen der Streitkräfte Argentiniens, Ecuadors, Frankreichs, Großbritanniens, Irlands, Kroatiens, Litauens, der Niederlande, Österreichs, Polens, der Schweiz, der Slowakei, Spaniens, Ungarns und der USA. „Militärseelsorge heißt Kirche unter den Soldaten zu sein“, sagte er aus Anlass des 50-jährigen Jubiläums der katholischen Militärseelsorge bei einem Festgottesdienst in der Sankt-Johannes-Basilika in Berlin-Kreuzberg.
Mixa wurde am 16. Juli 2005 von Papst Benedikt XVI. zum Bischof von Augsburg ernannt und am 1. Oktober 2005 in sein neues Amt eingeführt.

### Wappen und Wahlspruch

#### Bischof von Eichstätt

Mixas Wappen als Bischof von Eichstätt

Der Wappenschild ist zweigeteilt und zeigt vorne auf rotem Grund einen weiß/silbernen Bischofsstab, das Wappen des Bistums Eichstätt. Hinten, das persönliche Wappen in der Mitte auf blauem Grund in Gold das Christusmonogramm IHS, darüber auf weißem Grund ein rotes Kreuz, darunter auf weißem Grund eine rote Pilgermuschel.
Blau, die Farbe der Treue und des Glaubens, steht hier für die Treue Gottes zu seinen im Alten Bund gegebenen Verheißungen, die er in Jesus Christus eingelöst hat 2. Brief des Paulus an die Korinther (2 Kor 1,20 ). Die Pilgermuschel erinnert an die Pfarrei St. Jakobus in Schrobenhausen, in der er als Pfarrer bis zu seiner Bischofsernennung wirkte.

Mixas Wappen als Bischof von Augsburg

Hinter dem Schild stehend das Bischofskreuz, darüber der grüne Galero (Bischofshut) mit den jeweils sechs herunterhängenden grünen Quasten (fiocchi). (siehe auch „Kirchliche Heraldik“)
Sein Wahlspruch ist Jesus Hominum Salvator („Jesus, der Retter der Menschen“) (lat. Christusmonogramm).

#### Bischof von Augsburg
Wappenschild viergeteilt, zeigt in Feld 1 und 4 in den Farben rot und weiß das Bistumswappen von Augsburg. Feld 2 das Christusmonogramm, darin die silberne Muschel, als Symbol für die Taufe, die uns in Jesu Tod und Auferstehung mit hineinnimmt. In Feld 3 auf blauem Grund das „Ulrichskreuz“ (St. Ulrich, Bistumspatron).
Der Wappenschild wird umrahmt von Bischofskreuz, vom Galero (Prälatenhut), von den Fiocchi und vom Wahlspruch.

### Rücktritt
Nach mehrere Wochen anhaltenden Medienberichten über Misshandlungs- und Veruntreuungsvorwürfe bot Mixa am 21. April 2010 Papst Benedikt XVI. seinen Rücktritt vom Amt des Bischofs von Augsburg und von dem des Militärbischofs der Bundeswehr an, um „weiteren Schaden von der Kirche abzuwenden und einen Neuanfang zu ermöglichen“. Sein Berater Dirk Hermann Voss, der für die Außendarstellung Mixas als mitverantwortlich galt – insbesondere strittig war sein Interview mit Panorama im April 2010 –, wurde aus der Tätigkeit als Medienberater Mixas entlassen. Drei Tage nach dem Rücktrittsangebot widerrief Mixa es in einem Schreiben an den Papst. Am 8. Mai, einen Tag nach Bekanntwerden von Vorermittlungen der Staatsanwaltschaft Ingolstadt wegen sexuellen Missbrauchs gegen Mixa, die später mangels ausreichenden Tatverdachtes eingestellt wurden, nahm Papst Benedikt XVI. das Rücktrittsgesuch an. Er verwies dabei auf einen Paragrafen des kanonischen Rechts, der den Ruhestand eines Geistlichen wegen Krankheit oder „anderer schwerwiegender Gründe“ vorsieht (Can 401 § 2). Das Domkapitel der Diözese Augsburg wählte daraufhin den Augsburger Weihbischof Josef Grünwald zum Diözesanadministrator.
Ein für den 18. Juli 2010 im Augsburger Dom geplanter Festgottesdienst anlässlich Mixas 40. Priesterjubiläums wurde von der Diözesanleitung abgesagt und eine öffentliche Feier von Kardinal Giovanni Battista Re, dem Präfekten der vatikanischen Kongregation für die Bischöfe, schriftlich untersagt. Eine Anfrage Mixas, sein Priesterjubiläum in der Gebetsstätte Wigratzbad zu feiern, wurde von der Diözesanleitung abgelehnt.
Am 8. Juli 2010 berief der Vatikan Konrad Zdarsa als Mixas Nachfolger zum Bischof des Bistums Augsburg.
Walter Mixa lebt jetzt in Kaisheim im Ortsteil Gunzenheim.

### Kontroverse nach Rücktritt
Am 20. Mai 2010 veröffentlichten Priester und Laien aus dem Bistum Augsburg die sogenannte „Pfingsterklärung“ im Internet, die bis zum 30. Juni von 4132 Menschen unterzeichnet wurde, etwa 800 davon am ersten Tag. Die Pfingsterklärung umfasst 20 Sätze; drei davon beziehen sich besonders auf Mixa:

„Rückblickend fragen wir, wie es dazu kommen konnte, dass Dr. Walter Mixa trotz der Warnungen vieler Verantwortungsträger Bischof von Augsburg und zuvor schon Bischof von Eichstätt geworden ist. Wir fragen auch, welche systemimmanenten Faktoren dazu beigetragen haben, dass er sein Amt in einer Weise wahrnehmen konnte, die nun viele Wunden und eine tiefe Spaltung im Bistum hinterlässt. […] Personalentscheidungen aus der Amtszeit von Bischof Dr. Mixa müssen hinterfragt und gegebenenfalls korrigiert werden.“

Mixas Anwalt Gerhard Decker kritisierte das Bistum Augsburg öffentlich scharf, weil dieses den Verdacht auf sexuellen Missbrauch nach Ansicht Mixas unberechtigterweise an den Vatikan weitergeleitet und öffentlich gemacht habe. Zudem wandte sich Mixa per Brief direkt an das Bistum Augsburg. Das Schreiben, in dem Mixa offenbar seine Unschuld beteuert, wurde bei einer Konferenz der Dekane verlesen und, „wie es hieß“, sehr zurückhaltend aufgenommen.
Am 12. Juni 2010 bezog Mixa wieder seine Amtsräume in Augsburg. Das Bistum Augsburg setzte ihm daraufhin eine Frist, aus dem Bischofspalais auszuziehen.
Mixa kündigte Mitte Juni an, im Juli 2010 mit Papst Benedikt XVI. persönlich zu sprechen. Der Erzbischof von München und Freising Reinhard Marx kritisierte Mixa öffentlich für das Verhalten nach seinem Rücktritt und wies seine Vorwürfe zurück.
Am 23. Juni 2010 gab Mixa seinen Auszug aus der bischöflichen Residenz bekannt und nahm den Vorwurf zurück, er sei durch eine kirchliche Intrige zum Amtsverzicht gedrängt worden. Seinen Rücktritt stellte er nicht mehr in Frage.
Am selben Tag veröffentlichte das Bistum Augsburg einen Brief Mixas, in dem er die Betroffenen um Verzeihung bat.
Am 21. März 2012 berief Papst Benedikt XVI. Mixa in den Päpstlichen Rat für die Pastoral im Krankendienst. Dieser Rat wurde zum 1. Januar 2017 aufgelöst.

## Positionen und Kontroversen

### Bundeswehreinsatz
Mixa kritisierte mehrmals den Kongo-Einsatz der Bundeswehr, „da der politische Sinn und das spezifische Interesse des Einsatzes nicht offensichtlich seien“. Er schlug ein Ehrenmal für die bei Kampfeinsätzen getöteten Bundeswehrsoldaten vor. Dieser „Ort privaten und öffentlichen Gedenkens“ solle dem Einzelnen und der Gesellschaft beim Umgang mit Verlusterfahrungen helfen.

### Holocaust und Israel
Auf einer Veranstaltung der Dinkelsbühler CSU zum Politischen Aschermittwoch am 25. Februar 2009 verursachte Mixa wiederum Diskussionen, als er zwar zunächst mit Blick auf den Bischof der Pius-Bruderschaft Williamson den Völkermord an den Juden in Europa während des Zweiten Weltkriegs als „entsetzliches Verbrechen an sechs Millionen“ Mitmenschen bezeichnete, dem er zugleich die Anzahl von „neun Millionen Abtreibungen“ der vorangegangenen Jahre seit 1976 „alleine in Deutschland“ gegenüberstellte. In der Folge kam es zu Kritik insbesondere seitens einiger jüdischer Organisationen in Deutschland.
Im März 2007, während des Besuchs des Ständigen Rats der Deutschen Bischofskonferenz in Israel, sprach er von einer „ghettoartigen Situation“ in den von Israel besetzten palästinensischen Gebieten, die „fast schon Rassismus“ sei. Dieser Vergleich löste in Deutschland und Israel Empörung aus.

### Familienpolitik
Im Februar 2007 kritisierte Mixa Pläne der damaligen Familienministerin Ursula von der Leyen und löste damit eine Kontroverse aus. Als einen „gesellschaftspolitischen Skandal“ bezeichnete der Bischof Planungen des Familienministeriums, zur Finanzierung neuer Kinderbetreuungseinrichtungen andere Familienleistungen zu kürzen. „Die Familienpolitik von Frau von der Leyen dient nicht in erster Linie dem Kindeswohl oder der Stärkung der Familie, sondern ist vorrangig darauf ausgerichtet, junge Frauen als Arbeitskräfte-Reserve für die Industrie zu rekrutieren“, äußerte Mixa in einer Audienz für den Vorstand des Familienbundes der Katholiken seiner Diözese. Die „Denkmuster des Familienministeriums“ erinnerten „in beklemmender Weise“ an die „Ideologie der staatlichen Fremdbetreuung von Kindern in der untergegangenen DDR“. Wer mit staatlicher Förderung Mütter dazu verleite, ihre Kinder bereits kurz nach der Geburt in staatliche Obhut zu geben, „degradiere die Frau zur ‚Gebärmaschine‘“.
Im Oktober 2008 bezeichnete er die geplante und von ihm als unzureichend bewertete Erhöhung des Kindergelds um zehn Euro monatlich als „Beleidigung und grobe Missachtung der Leistung von Familien für unsere Gesellschaft“.

### Atheismus
In seiner Osterpredigt im Jahr 2009 wandte sich Mixa gegen atheistische Tendenzen innerhalb der Gesellschaft und nannte eine gottlose Gesellschaft „die Hölle auf Erden“. Diese These sieht Mixa durch totalitäre Ideologien und Regime wie den Nationalsozialismus und den Kommunismus bestätigt, die die „Unmenschlichkeit des praktizierten Atheismus […] im vergangenen Jahrhundert […] mit ihren Straflagern, ihrer Geheimpolizei und ihren Massenmorden in grausamer Weise bewiesen [haben]“. Ebenso würden in der Gegenwart Menschen „durch gottlose Verhaltensweisen wirtschaftlich und moralisch ausgebeutet.“
Diese Äußerungen führten zu teils heftiger Kritik von Atheisten und Konfessionslosen, u. a. wurde Mixa Geschichtsfälschung vorgeworfen. Michael Schmidt-Salomon von der Giordano-Bruno-Stiftung kritisierte den Bischof: „Wenn man weiß, dass in der Nazizeit gerade den Juden Gottlosigkeit vorgeworfen wurde, erkennt man, wie perfide die Argumentation Mixas ist.“ Vielmehr seien „Freidenkerverbände von den Nazis aufgelöst, bekennende Atheisten verfolgt worden“. Der Vorsitzende des Internationalen Bundes der Konfessionslosen und Atheisten, Rudolf Ladwig, erklärte, die Behauptung des Bischofs, aus dem Glauben erwachse automatisch Humanität, sei „völlig unhaltbar“ und sei zudem „Teil einer langfristigen Kirchenstrategie, die Geschichte der eigenen Institution hinsichtlich des Faschismus historisch unkorrekt zu entlasten“.

### Sexueller Missbrauch
Im Zusammenhang mit zahlreichen 2010 bekannt gewordenen Missbrauchsfällen in katholischen Einrichtungen in Deutschland machte Mixa im Februar 2010 auch die „sexuelle Revolution“ der 1960er und 1970er Jahren für einen zunehmenden Missbrauch von Minderjährigen auch in kirchlichen Einrichtungen jener Jahre mitverantwortlich. Er sagte: „Die sogenannte sexuelle Revolution, in deren Verlauf von besonders progressiven Moralkritikern auch die Legalisierung von sexuellen Kontakten zwischen Erwachsenen und Minderjährigen gefordert wurde, ist daran sicher nicht unschuldig.“

### Mixa und die AfD
Mixa hielt 2019 eine Rede beim Neujahrsempfang eines AfD-Stadtrats in Stuttgart.
Für den 24. Mai 2019, zwei Tage vor der Europawahl, hatte er die Einladung des Augsburger AfD-Landtagsabgeordneten und Stadtrats Markus Bayerbach angenommen, auf einer AfD-Veranstaltung einen Vortrag mit dem Thema „Islamisierung? Christentum“ zu halten. Der Augsburger Bischof Konrad Zdarsa forderte Walter Mixa auf, seinen Auftritt bei dieser Veranstaltung zu unterlassen, da er weder mit Bischof Zdarsa noch mit der Bistumsleitung abgestimmt worden sei. Offenbar sei „es dem emeritierten Bischof nicht bewusst, dass er mit seinem Verhalten bei vielen Menschen, insbesondere auch bei zahlreichen Gläubigen große Verärgerung verursacht und damit dem Bistum Augsburg und der Kirche insgesamt schweren Schaden zufügt“. Mixa sagte daraufhin den Vortrag ab.

## Vorwürfe

### Misshandlung
Ab Ende März 2010 wurden Vorwürfe ehemaliger Heimkinder bekannt. Nach Angaben der Süddeutschen Zeitung soll Mixa laut mehreren eidesstattlichen Erklärungen als Stadtpfarrer von Schrobenhausen in den 1970er und 1980er Jahren minderjährige Heimkinder geschlagen haben. Die Regierung von Oberbayern begann daraufhin mit einer Prüfung der Misshandlungsvorwürfe. Das Augsburger Bistum und Mixa selbst wiesen die Anschuldigungen zurück. Rückendeckung erhielt Mixa auch vom Augsburger Diözesanrat der Katholiken sowie von ehemaligen Kaplänen.
Der von der Waisenhausstiftung Schrobenhausen beauftragte Sonderermittler, Rechtsanwalt Sebastian Knott, sagte am 16. April 2010, dass es nach seinen bisherigen Erkenntnissen im Kinderheim St. Josef keine „Kultur des Prügelns“ gegeben habe. Am selben Tag räumte Mixa ein, dass er „nicht ausschließen“ könne, „vor 20 oder 30 Jahren“ Jugendliche geohrfeigt zu haben. Prügelvorwürfe wies er allerdings weiterhin zurück. Die Deutsche Bischofskonferenz stellte sich zunächst hinter Mixa, riet ihm jedoch kurz darauf in Gesprächen zu einer Amtspause und gab dies öffentlich bekannt. Auch Politiker diverser Parteien forderten den Rücktritt Mixas von seinem Amt. Am 21. April 2010 bot Mixa dem Vatikan schließlich seinen Rücktritt an. Am 8. Mai 2010 nahm der Papst dieses Rücktrittsgesuch an. Mixa bezeichnete es als eigenen Fehler, nicht gleich eingeräumt zu haben, dass er nicht jede körperliche Züchtigung hatte ausschließen können. Dennoch könne er sich beim besten Willen nicht an die Prügelstrafen, wie sie ihm konkret vorgeworfen wurden, erinnern. Körperliche Züchtigungen seien im fraglichen Zeitraum in der Jugendarbeit, gerade auch mit schwer erziehbaren Kindern, üblich und bis 1980 auch rechtens gewesen.
Am 14. Mai 2010 veröffentlichte der Sonderermittler, Rechtsanwalt Knott, den Schlussbericht seiner Ermittlungen im Rahmen einer Pressekonferenz. Die Süddeutsche Zeitung schreibt dazu am 15./16. Mai 2010: „Denn Sonderermittler Knott, der im Auftrag der Stiftung die Vorwürfe ehemaliger Heimkinder bis zurück in die 1970er Jahre untersucht hat, kommt zu ganz anderen Aussagen als Walter Mixa. Zwei Schwestern und der damalige Stadtpfarrer Mixa hätten bis 1980 immer wieder körperliche Gewalt gegen Heimkinder angewandt. Die Liste der Beschuldigungen ist beträchtlich: Faustschläge mit hervorstehendem Mittelfingerknöchel, Boxhiebe gegen die Brust, Ohrfeigen, Schläge mit dem Schlüsselbund, Versohlen mit dem Teppichklopfer, Schläge auf das Gesäß mit einem Stock und mit Mixas Hosengürtel. Begleitet wurden die Prügelattacken oftmals von verbalen Demütigungen.“

### Veruntreuung
Nach Recherchen der Augsburger Allgemeinen Zeitung, des Donaukurier und des ARD-Politikmagazins Panorama soll Mixa in den neunziger Jahren Gelder aus der „Katholischen Waisenhausstiftung“ in Schrobenhausen zweckentfremdet für den Erwerb von Kunstgegenständen – darunter ein angeblicher Stich von Giovanni Battista Piranesi – für die Pfarrei eingesetzt haben. Zudem sollen Wein, Geschenke an Neupriester, Kirchenteppiche, ein Bischofsring aus Feingold sowie Säulensockel, die im öffentlich nicht zugänglichen Pfarrgarten aufgestellt wurden, auf Kosten des Waisenkinderheims angeschafft worden sein. Die „finanztechnisch unklaren Zuordnungen“ zwischen der Waisenhausstiftung und der Pfarrei wurden nach Angaben des Bistums Augsburg jedoch bis 2000 korrigiert; bereits 1996 wurden einige Gegenstände von Mixa bei dessen Wechsel nach Eichstätt übernommen und bezahlt. Der von der Schrobenhausener Waisenhausstiftung eingesetzte Sonderermittler, Rechtsanwalt Sebastian Knott, gab dagegen an, die Rückzahlung sei unvollständig gewesen, es klaffe eine Lücke von 10.000 bis 15.000 DM.

### Devisenvergehen
Bei einer Auslandsreise in seiner Eigenschaft als katholischer Militärbischof entdeckte der mazedonische Zoll am 29. Dezember 2001 am Flughafen Skopje in Mixas Handgepäck Bargeld im Wert von etwa 400.000 DM. Das Geld stammte laut Mixa von einem mazedonischen Amtsbruder, der ihn darum gebeten habe, es in Deutschland auf eine kirchliche Bank einzuzahlen. Nach eigenen Angaben hat Mixa dabei das Geld, das er in seinem Handgepäck mitführte, erst auf Anfrage den Zollbeamten deklariert. Das Devisenvergehen wurde auf diplomatischem Weg bereinigt.

### Vorwurf sexueller Belästigung
Im November 2023 bestätigte die Staatsanwaltschaft St. Gallen den Erhalt einer Strafanzeige wegen mutmaßlicher sexueller Belästigung eines Mannes durch Mixa in Gossau in der Schweiz. Mixa gab an, sich an keinen derartigen Vorfall zu erinnern und bestritt die strafrechtliche Relevanz der ihm vorgeworfenen Tat. Im Februar 2024 eröffnete die Staatsanwaltschaft des Kantons St. Gallen in der Schweiz ein Strafverfahren gegen Mixa. Auch die Staatsanwaltschaft Augsburg prüft die Vorwürfe. Nach einer eidesstattlichen Versicherung des mutmaßlichen Opfers soll Mixa im Jahr 2012 nach einem Gottesdienst den Mann in der Sakristei von hinten umarmt und anschließend auf den Mund geküsst haben. Später habe ihm Mixa ausrichten lassen, er solle ihn in seinem Zimmer im selben Gebäude aufsuchen. Mixa wies die Vorwürfe als „auf das Schärfste als unwahr“ zurück.

## Auszeichnungen und Ehrungen
- Bischöflich-Geistlicher Rat (1982)
- Kaplan Seiner Heiligkeit (1984)
- Ehrenbürger der Stadt Schrobenhausen (1996)
- Bayerischer Verdienstorden (2005)

## Schriften
- Das Werden der Person durch Glaube, Hoffnung und Liebe nach Martin Deutinger. Wingen Verlag, Essen 1981, ISBN 3-87497-154-6.
- Willibald von Eichstätt: Anthropologie eines Heiligen. Brönner & Daentler, 2003, ISBN 3-920142-15-2, zusammen mit Olav Röhrer-Ertl.
- Mit Christus ins dritte Jahrtausend. Don Bosco Verlag, 1998, ISBN 3-7698-1122-4.
- Hallo Bischof, ich schreib dir was. Don Bosco Verlag, 2000, ISBN 3-7698-1244-1.
- Eucharistie, Sakrament des neuen Lebens. EOS-Verlag, St. Ottilien 2001, ISBN 3-8306-7067-2.
- Der Wald: ein Waldbuch als Benefizaktion des Lions-Club Roth-Hilpoltstein für die Kriegskindernothilfe Roth-Eichstätt. Millizer Verlag, Hilpoltstein 2002, ISBN 3-924160-07-4.
- Friede und Versöhnung im Zeichen des Kreuzes. Mit einem Vorwort von Joseph Kardinal Ratzinger, Don Bosco Verlag, 2004, ISBN 3-7698-1501-7.
- Priester für die Welt. Sankt Ulrich Verlag, Augsburg 2005, ISBN 3-929246-43-0, zusammen mit Norbert Matern.
- Selbstverständlich katholisch! Sankt Ulrich Verlag, Augsburg 2005, ISBN 3-936484-50-3, zusammen mit Reinhold Michels.
- Gott begegnen. Reise durch das Kirchenjahr. MM-Verlag, Aachen 2011, ISBN 978-3-942698-06-1.